# Super GT
A Super GT (stilizálva SUPER GT) japán autóverseny-sorozat, melynek első évadát 1993-ban szervezték meg. A sorozat eredetileg Zen Nihon GT szensuken (全日本GT選手権) néven volt ismert Japánban, míg nemzetközileg JGTC vagy All Japan Grand Touring Car Championship néven, amíg a sorozatot 2005-ben át nem nevezték Super GT-re. A Super GT a japán autóversenyzés legfelsőbb foka.
A sorozat szabályait a Japán Automobil Szövetség (JAF) határozza meg, lebolonyításáért a GT-szövetség (GTA) felel. 1998. óta az Autobacs vásárolja meg a sorozat névadási jogait.

## Története

### A JGTC-korszak (1993–2004)
A Super GT-t 1993-ban alapította a GT-szövetség (GT Association, GTA), a Japán Automobil Szövetség (Japan Automobile Federation, JAF), Japanese Grand Touring Championship (JGTC) néven. A sorozatot az egy évvel korábban megszűnt All-Japan Sports Prototype Championship Group C-sorozat és a super touring formulára váltó Japanese Touring Car Championship Group A-sorozat leváltására hozták létre. A JGTC a másik két szériára jellemző rendkívüli magasságokba szökő költségvetések és az egycsapatos vagy egykonstruktőrös dominancia meggátolása érdekében szigorú szabályok között határozta meg a maximális teljesítményt, illetve a futamgyőzteseket sújtott nehéz súlybüntetésekkel is nyíltan minél szorosabbra küzdelmeket akarták elérni a rajongók boldoggá tétele érdekében.

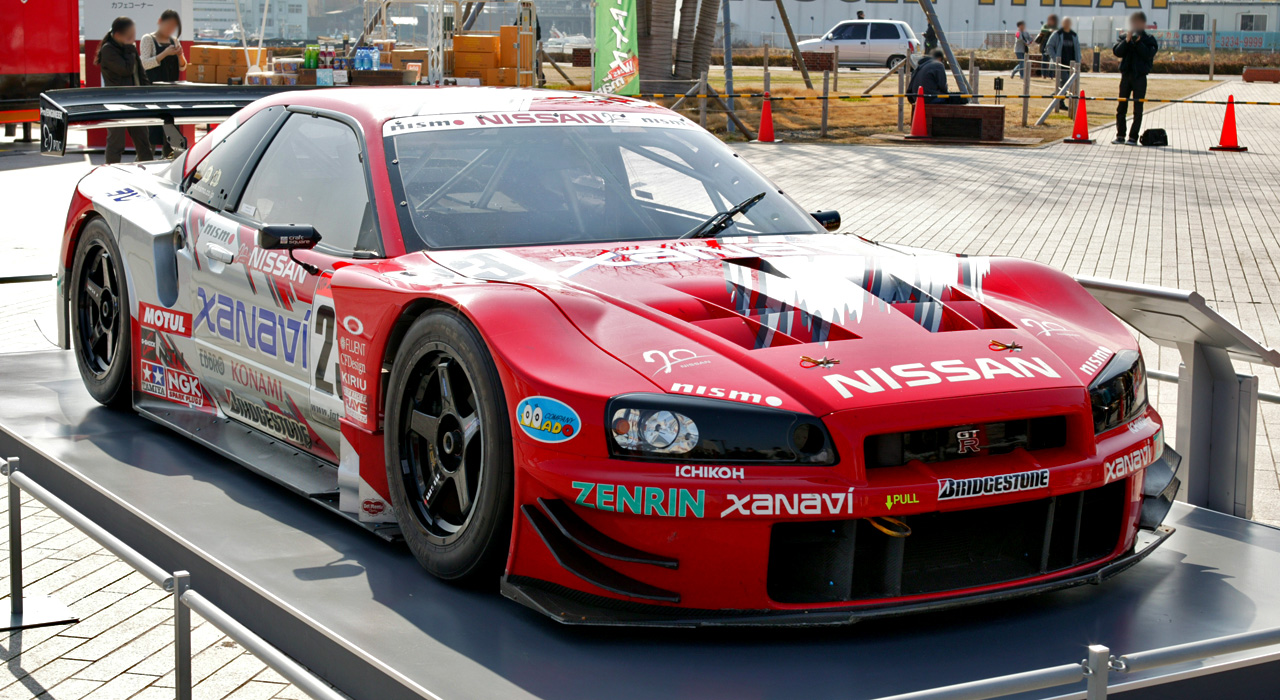
2003 Xanavi nismo GT-R (R34).

A JGTC első szezonjában a rajtrácsot elsősorban „Japan Super Sport Sedan” autók tették ki, a mindössze kettő külön a JGTC-sorozatra épített Nismo színekben versenyző Nissan Skyline GT-R is módosított Group A-autó volt. Ez alól csak az évad legelső futama jelentett kivételt, mivel ez egyben IMSA GT Championship-bemutatóverseny is volt, így az észak-amerikai sorozat számos GTS- és GTU-autója is kiegészítette a mezőnyt. Az 1000 kilométeres szuzukai versenyen is szélesebb körű volt a mezőny, hiszen Group C prototípusok, Group N túraautók, európai GT autók és az IMSA sorozat gépei is beneveztek a versenyre.
A következő évad előtt a sorozat szabályait átdolgozták, létrehozva egy-egy versenykategóriát a Nemzetközi Automobil Szövetség (FIA) GT1 és GT2 osztályának. A Japan Super Sport Sedan sorozat teljes egészében beolvadt az alacsonyabb GT2 kategóriába. A JGTC kitűnt a többi versenysorozattól, mivel a gyártók ekkoriban bármelyik autótípusukat benevezhették a sorozatba, legyen az egy az előző évadban is használt JSS-autó vagy akár egy térbeli vázszerkezetes autó az IMSA GTS osztályából. A sorozatot uraló Group C prototípusokat azonban az 1995-ös szezontól kezdve kitiltották a sorozatból.
Az 1995-ös szezon végére a GT1 autók beszerzésének és fenntartásának költségei drasztikusan megemelkedtek, így a JGTC szabályrendszerét a költségek csökkentése érdekében újra átdolgozták, nehogy a sorozat a JSPC sorsára jusson. Az újonnan létrehozott GT500 és GT300 versenykategóriákat vették fel, melyben az autókat a súlyuktól és teljesítményüktől függően légbeömlő-szűkítőkkel szerelik fel. Ugyan a szabályok az elkövetkező évek során folyamatosan változtak, azonban a GT500 és a GT300 géposztályok továbbra is a japán autóversenyzés legfelsőbb fokait jelentik.

### Super GT (2005–napjainkig)

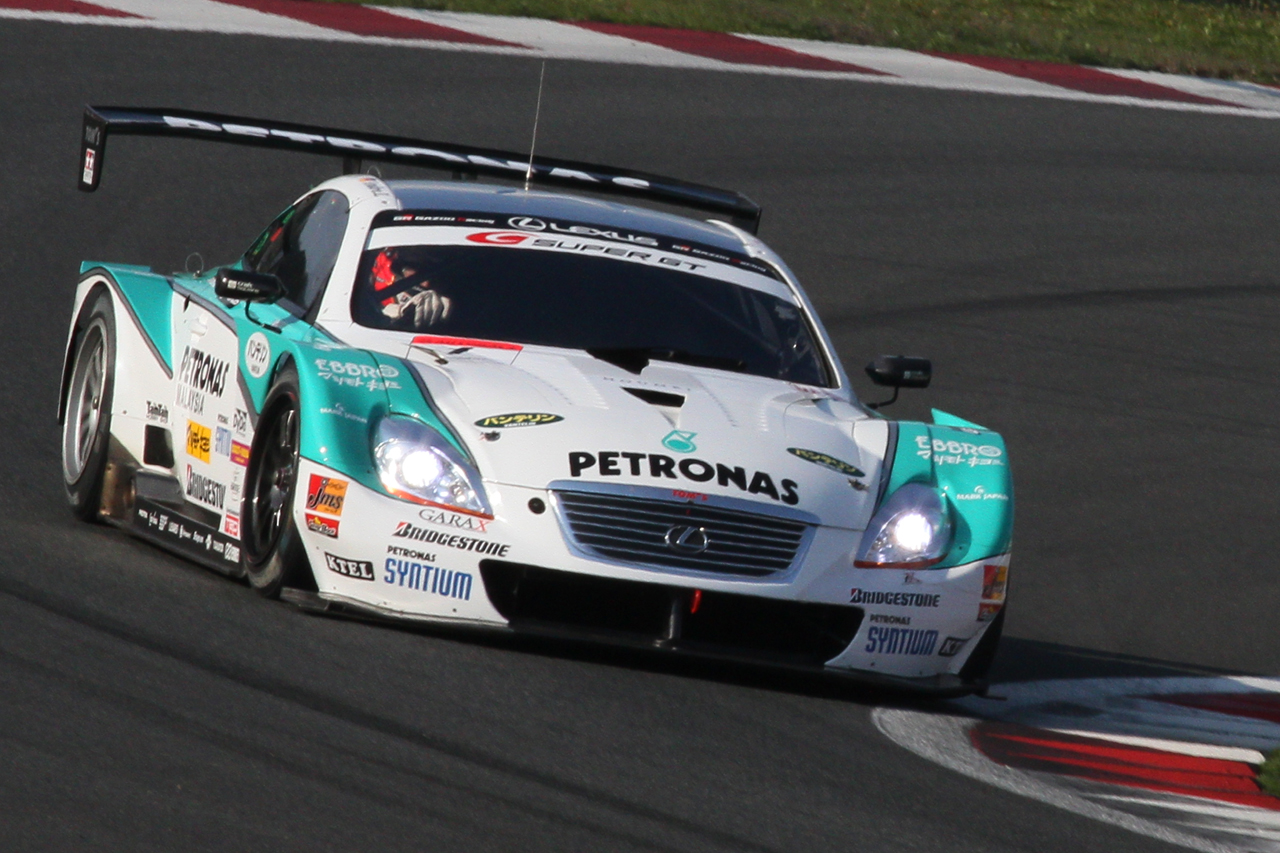
2009 Lexus Petronas Team Tom’s SC 430 GT500-bajnok

A 2005-ös szezon során a tervek szerint a kínai Shanghai International Circuit pályán is tartottak volna egy versenyt, kiegészítve ezzel a sepangi nagydíjat. Mivel az FIA szabályzata szerint, ha egy versenysorozat kettőnél több országban rendez futamot, akkor az nem nevezheti magát „nemzeti bajnokságnak”, így a sorozat nem tarthatta meg a „Japanese Championship” jelzőt a nevében. A sorozatot az FIA „nemzetközi bajnokságnak” sorolta volna be, ami egyben azt is jelentette volna, hogy onnantól az az FIA, és nem a Japán Automobil Szövetség közvetlen irányítása alá tartozna.
2004. december 10-én bejelentették, hogy a JGTC-t átnevezték „Super GT”-re, azonban a névváltás ellenére a sorozat továbbra is évi egy Japánon kívüli futamot rendez, így az elméletileg bármikor visszaveheti a nemzeti bajnokság kategóriát, amivel a sorozat visszakerülne a Japán Automobil Szövetség irányítása alá.
2014-ben a Super GT és a német DTM túraautó-bajnokság vezetői bejelentették a „Class One” kategóriát, ami egyesítené a GT500 és a DTM technikai szabályozásait, aminek köszönhetően a gyártók a specifikáció szerint épített autókat mindkét szériában elindíthatják. A technikai szabályozások teljes egybefésülése 2019-re várható.

## Autók

### GT500
| MGyártó       | 1996         | 1997         | 1998         | 1999         | 2000         | 2001         | 2002         | 2003         | 2004       | 2005       | 2006       | 2007       | 2008 | 2009 | 2010       | 2011       | 2012       | 2013       | 2014           | 2015           | 2016           | 2017   |  |
| ------------- | ------------ | ------------ | ------------ | ------------ | ------------ | ------------ | ------------ | ------------ | ---------- | ---------- | ---------- | ---------- | ---- | ---- | ---------- | ---------- | ---------- | ---------- | -------------- | -------------- | -------------- | ------ |  |
| Nissan        | Skyline GT-R | Skyline GT-R | Skyline GT-R | Skyline GT-R | Skyline GT-R | Skyline GT-R | Skyline GT-R | Skyline GT-R | Fairlady Z | Fairlady Z | Fairlady Z | Fairlady Z | GT-R | GT-R | GT-R       | GT-R       | GT-R       | GT-R       | GT-R           | GT-R           | GT-R           | GT-R   |  |
| Nissan        | 300ZX        |              |              |              |              |              |              |              |            |            |            |            |      |      |            |            |            |            |                |                |                |        |  |
| Toyota/Lexus  | Supra        | Supra        | Supra        | Supra        | Supra        | Supra        | Supra        | Supra        | Supra      | Supra      | Supra      |            |      |      |            |            |            |            | RC F           | RC F           | RC F           | LC 500 |  |
| Toyota/Lexus  |              |              |              |              |              |              |              |              |            | SC 430     |            |            |      |      |            |            |            |            |                |                |                |        |  |
| Honda         | NSX          | NSX          | NSX          | NSX          | NSX          | NSX          | NSX          | NSX          | NSX        | NSX        | NSX        | NSX        | NSX  | NSX  | HSV-010 GT | HSV-010 GT | HSV-010 GT | HSV-010 GT | NSX Concept-GT | NSX Concept-GT | NSX Concept-GT | NSX    |  |
| McLaren       | F1 GTR       |              |              | F1 GTR       | F1 GTR       | F1 GTR       | F1 GTR       | F1 GTR       |            | F1 GTR     |            |            |      |      |            |            |            |            |                |                |                |        |  |
| Porsche       | 911 GT2      | 911 GT2      | 911 GT2      |              |              |              |              |              |            |            |            |            |      |      |            |            |            |            |                |                |                |        |  |
| Lamborghini   | Diablo       | Diablo       | Diablo       | Diablo       | Diablo       | Diablo       | Diablo       | Diablo       | Diablo     |            |            |            |      |      |            |            |            |            |                |                |                |        |  |
| Lamborghini   |              |              |              |              |              |              |              | Murcielago   |            |            |            |            |      |      |            |            |            |            |                |                |                |        |  |
| Ferrari       | F40          |              |              |              |              |              |              |              | 550 GTS    | 550 GTS    |            |            |      |      |            |            |            |            |                |                |                |        |  |
| BMW           | M3           |              |              |              |              |              |              |              |            |            |            |            |      |      |            |            |            |            |                |                |                |        |  |
| Dodge         |              |              |              | Viper        |              |              |              |              |            |            |            |            |      |      |            |            |            |            |                |                |                |        |  |
| Mirage        |              |              |              |              | GT1          |              |              |              |            |            |            |            |      |      |            |            |            |            |                |                |                |        |  |
| Mercedes-Benz |              |              |              |              |              |              | CLK          |              |            |            |            |            |      |      |            |            |            |            |                |                |                |        |  |
| Vemac         |              |              |              |              |              |              |              | 350R         | 408R       |            |            |            |      |      |            |            |            |            |                |                |                |        |  |
| Aston Martin  |              |              |              |              |              |              |              |              |            |            |            |            |      | DBR9 |            |            |            |            |                |                |                |        |  |

### GT300
| Gyártó        | Modell                       | Kategória              | Év                                                             | Megjegyzés                                                |
| ------------- | ---------------------------- | ---------------------- | -------------------------------------------------------------- | --------------------------------------------------------- |
| ASL           | ASL Garaiya                  | JAF-GT                 | 2005, 2007–2012                                                |                                                           |
| Aston Martin  | Aston Martin V8 Vantage      | FIA GT2                | 2010–2012                                                      | 2012-ben kizárólag a szezonnyitó futamon                  |
| Aston Martin  | Aston Martin V12 Vantage GT3 | FIA GT3                | 2012–2014                                                      |                                                           |
| Audi          | Audi R8 LMS                  | FIA GT3                | 2012–2016 (első generáció) 2016–napjainkig (második generáció) |                                                           |
| BMW           | BMW Z4 M Coupé               | JAF-GT                 | 2008–2009                                                      |                                                           |
| BMW           | BMW Z4 GT3                   | FIA GT3                | 2011–2015                                                      |                                                           |
| BMW           | BMW M6 GT3                   | FIA GT3                | 2016–napjainkig                                                |                                                           |
| Bentley       | Bentley Continental GT3      | FIA GT3                | 2017–napjainkig                                                |                                                           |
| Chevrolet     | Chevrolet Corvette C6        | JAF-GT                 | 2005, 2008                                                     |                                                           |
| Chevrolet     | Chevrolet Corvette Z06-R     | FIA GT3                | 2011–2013                                                      |                                                           |
| Ferrari       | Ferrari 360 Modena           | JAF-GT                 | 2005–2009                                                      |                                                           |
| Ferrari       | Ferrari F430                 | JAF-GT FIA GT2         | 2007–2009 2009–2012                                            |                                                           |
| Ferrari       | Ferrari 458 Italia           | FIA GT2 FIA GT3        | 2011 (GT2) 2012–2013 Rd.3, 2015 (GT3)                          |                                                           |
| Ferrari       | Ferrari 488 GT3              | FIA GT3                | 2016–napjainkig                                                |                                                           |
| Ford          | Ford GT                      | JAF-GT                 | 2006                                                           | Ford Zetec motor hajtotta                                 |
| Honda         | Honda NSX                    | JAF-GT                 | 2005                                                           |                                                           |
| Honda         | Honda CR-Z                   | JAF-GT                 | 2012–2015                                                      | Benzin-elektromos hibrid                                  |
| Lamborghini   | Lamborghini Murciélago       | JAF-GT                 | 2005–2009                                                      |                                                           |
| Lamborghini   | Lamborghini Gallardo         | JAF-GT FIA GT3         | 2007–2012 (JAF-GT) 2012–2015 (FIA GT3)                         |                                                           |
| Lamborghini   | Lamborghini Húracan GT3      | FIA GT3                | 2016–napjainkig                                                |                                                           |
| Lexus         | Lexus IS 350                 | JAF-GT                 | 2008–2012                                                      |                                                           |
| Lexus         | Lexus RC-F GT3               | FIA GT3                | 2015–napjainkig                                                |                                                           |
| Lotus         | Lotus Exige                  | JAF-GT                 | 2005                                                           | Csak a malajziai futamon                                  |
| Lotus         | Lotus Evora                  | JAF-GT                 | 2015–napjainkig                                                | Mother Chassis-platform                                   |
| Mazda         | Mazda RX-7                   | JAF-GT                 | 2005–2010                                                      |                                                           |
| McLaren       | McLaren MP4-12C              | FIA GT3                | 2013–2015                                                      |                                                           |
| Mercedes-Benz | Mercedes-Benz SLS AMG        | FIA GT3                | 2012–napjainkig                                                |                                                           |
| Mercedes-Benz | Mercedes-AMG GT3             | FIA GT3                | 2016–napjainkig                                                |                                                           |
| Mooncraft     | Mooncraft Shiden             | JAF-GT                 | 2006–2012                                                      | Egy Daytona Prototype-on alapuló autó                     |
| Mosler        | Mosler MT900                 | JAF-GT                 | 2005–2007, 2010–2011                                           | 2009-ben és 2012-ben csak bizonyos futamkon               |
| Nissan        | Nissan Fairlady Z            | JAF-GT                 | 2005–2010                                                      |                                                           |
| Nissan        | Nissan GT-R GT3              | FIA GT3                | 2012–napjainkig                                                |                                                           |
| Porsche       | Porsche 911 GT3              | FIA GT2 FIA GT3 JAF-GT | 2005–2011 (GT2/JAF-GT) 2010–napjainkig (GT3)                   |                                                           |
| Porsche       | Porsche Boxster              | JAF-GT                 | 2005–2010                                                      |                                                           |
| Porsche       | Porsche 968                  | JAF-GT                 | 2005                                                           |                                                           |
| Subaru        | Subaru Impreza WRX STi       | JAF-GT                 | 2005–2008                                                      | Négykerék-meghajtású négyajtós szedán                     |
| Subaru        | Subaru Legacy                | JAF-GT                 | 2009–2011                                                      | Négykerék-meghajtású négyajtós szedán                     |
| Subaru        | Subaru BRZ                   | JAF-GT                 | 2012–napjainkig                                                |                                                           |
| Toyota        | Toyota MR-S                  | JAF-GT                 | 2005–2008                                                      |                                                           |
| Toyota        | Toyota Celica                | JAF-GT                 | 2005–2008                                                      |                                                           |
| Toyota        | Toyota Corolla Axio          | JAF-GT                 | 2009–2011                                                      | Négyajtós szedán                                          |
| Toyota        | Toyota Prius                 | JAF-GT                 | 2012–napjainkig                                                | Benzin-elektromos hibrid szedán                           |
| Toyota        | Toyota 86                    | JAF-GT                 | 2014–napjainkig                                                | Mother Chassis-platform. 2014-ben csak bizonyos futamokon |
| Toyota        | Toyota Mark X                | JAF-GT                 | 2017-present                                                   | Mother Chassis-platform. Négyajtós szedán                 |
| Vemac         | Vemac RD                     | JAF-GT                 | 2005–2012                                                      |                                                           |

## Bajnokok
| Szezon                                          | Kategória                                       | Egyéni bajnok                                   | Egyéni bajnok                                   |                                                 | Konstruktőri bajnok                             | Konstruktőri bajnok                             |
| Szezon                                          | Kategória                                       | Pilóta                                          | Autó                                            |                                                 | Csapat                                          | Autó                                            |
| All-Japan Grand Touring Car Championship (JGTC) | All-Japan Grand Touring Car Championship (JGTC) | All-Japan Grand Touring Car Championship (JGTC) | All-Japan Grand Touring Car Championship (JGTC) | All-Japan Grand Touring Car Championship (JGTC) | All-Japan Grand Touring Car Championship (JGTC) | All-Japan Grand Touring Car Championship (JGTC) |
| ----------------------------------------------- | ----------------------------------------------- | ----------------------------------------------- | ----------------------------------------------- | ----------------------------------------------- | ----------------------------------------------- | ----------------------------------------------- |
| 1993                                            | GT                                              | Kagejama Maszahiko                              | Nissan Skyline GT-R R32                         |                                                 | nem osztották ki                                | nem osztották ki                                |
| 1994                                            | GT1                                             | Kagejama Maszahiko                              | Nissan Skyline GT-R R32                         |                                                 | Calsonic Hoshino Racing                         | Nissan Skyline GT-R R32                         |
| 1994                                            | GT2                                             | Obata Szakae                                    | Porsche 964 Carrera RS                          |                                                 | Kegani Racing                                   | Porsche 964 Carrera RS                          |
| 1995                                            | GT1                                             | Kagejama Maszahiko                              | Nissan Skyline GT-R R33                         |                                                 | Calsonic Hoshino Racing                         | Nissan Skyline GT-R R33                         |
| 1995                                            | GT2                                             | Hosino Kaoru Isibasi Josimi                     | Nissan Skyline GTS-R                            |                                                 | Calsonic Impul                                  | Nissan Skyline GTS-R                            |
| 1996                                            | GT500                                           | David Brabham John Nielsen                      | McLaren F1 GTR                                  |                                                 | Team Lark                                       | McLaren F1 GTR                                  |
| 1996                                            | GT300                                           | Szuzuki Keiicsi Nitta Morio                     | Porsche Carrera RSR                             |                                                 | Team Taisan Jr.                                 | Porsche 964 Carrera RSR                         |
| 1997                                            | GT500                                           | Pedro de la Rosa Michael Krumm                  | Toyota Supra                                    |                                                 | Toyota Castrol Team TOM’S                       | Toyota Supra                                    |
| 1997                                            | GT300                                           | Orido Manabu Fukujama Hideo                     | Nissan Silvia S14                               |                                                 | RS-R Racing Team with Bandoh                    | Nissan Silvia S14                               |
| 1998                                            | GT500                                           | Érik Comas Kagejama Maszami                     | Nissan Skyline GT-R R33                         |                                                 | Pennzoil NISMO                                  | Nissan Skyline GT-R R33                         |
| 1998                                            | GT300                                           | Szuzuki Keiicsi Tacsi Singo                     | Toyota MR2                                      |                                                 | Team Taisan Jr. with Tsuchiya                   | Toyota MR2                                      |
| 1999                                            | GT500                                           | Érik Comas                                      | Nissan Skyline GT-R R34                         |                                                 | Pennzoil NISMO                                  | Nissan Skyline GT-R R34                         |
| 1999                                            | GT300                                           | Nitta Morio                                     | Toyota MR2                                      |                                                 | Momocorse Racing with Tsuchiya                  | Toyota MR2                                      |
| 2000                                            | GT500                                           | Micsigami Rjó                                   | Honda NSX                                       |                                                 | Castrol Dome Mugen Project                      | Honda NSX                                       |
| 2000                                            | GT300                                           | Fukujama Hideo                                  | Porsche 996 GT3R                                |                                                 | Team Taisan Advan                               | Porsche 996 GT3R                                |
| 2001                                            | GT500                                           | Takeucsi Hironori Tacsikava Júdzsi              | Toyota Supra                                    |                                                 | Nismo Hiroto/Xanavi                             | Nissan Skyline GT-R R34                         |
| 2001                                            | GT300                                           | Ojagi Nobujuki Aoki Takajuki                    | Nissan Silvia S15                               |                                                 | Team Taisan Advan                               | Porsche 911 GT3R                                |
| 2002                                            | GT500                                           | Vakiszaka Dzsuicsi Iida Akira                   | Toyota Supra                                    |                                                 | Esso Ultraflo Team LeMans                       | Toyota Supra                                    |
| 2002                                            | GT300                                           | Nitta Morio Takagi Sinicsi                      | Toyota MR-S                                     |                                                 | Team Taisan Advan                               | Porsche 911 GT3R                                |
| 2003                                            | GT500                                           | Motojama Szatosi Michael Krumm                  | Nissan Skyline GT-R R34                         |                                                 | Xanavi Nismo                                    | Nissan Skyline GT-R R34                         |
| 2003                                            | GT300                                           | Kinosita Micuhiro Janagida Maszataka            | Nissan Fairlady Z Z33                           |                                                 | Team Taisan Advan                               | Chrysler Viper GTS-R Porsche 911 GT3R           |
| 2004                                            | GT500                                           | Motojama Szatosi Richard Lyons                  | Nissan Fairlady Z Z33                           |                                                 | Nismo Xanavi/Motul Pitwork                      | Nissan Fairlady Z Z33                           |
| 2004                                            | GT300                                           | Jamano Tecuja Jagi Hirojuki                     | Honda NSX                                       |                                                 | M-TEC                                           | Honda NSX                                       |
| Super GT                                        |                                                 |                                                 |                                                 |                                                 |                                                 |                                                 |
| 2005                                            | GT500                                           | Tacsikava Júdzsi Takagi Toranoszuke             | Toyota Supra                                    |                                                 | Nismo Xanavi/Motul Pitwork                      | Nissan Fairlady Z Z33                           |
| 2005                                            | GT300                                           | Szaszaki Kóta Jamano Tecuja                     | Toyota MR-S                                     | Team Reckless                                   | Toyota MR-S                                     |                                                 |
| 2006                                            | GT500                                           | Vakiszaka Dzsuicsi André Lotterer               | Lexus SC 430                                    | Open Interface Toyota Team TOM’S                | Lexus SC 430                                    |                                                 |
| 2006                                            | GT300                                           | Jamano Tecuja Iiri Hirojuki                     | Mazda RX-7                                      | RE Amemiya Racing Asparadrink                   | Mazda RX-7 FD3S                                 |                                                 |
| 2007                                            | GT500                                           | Itó Daiszuke Ralph Firman                       | Honda NSX                                       | Autobacs Racing Team Aguri                      | Honda NSX                                       |                                                 |
| 2007                                            | GT300                                           | Osima Kazuja Isiura Hiroaki                     | Toyota MR-S                                     | Cars Tokai Dream 28 Privée Kenzo Asset          | Mooncraft/Riley Shiden MC/RT-16.                |                                                 |
| 2008                                            | GT500                                           | Motojama Szatosi Benoît Tréluyer                | Nissan GT-R                                     | Petronas Toyota Team TOM’S                      | Lexus SC 430                                    |                                                 |
| 2008                                            | GT300                                           | Hosino Kazuki Jaszuda Hironobu                  | Nissan Fairlady Z Z33                           | MOLA                                            | Nissan Fairlady Z Z33                           |                                                 |
| 2009                                            | GT500                                           | Vakiszaka Dzsuicsi André Lotterer               | Lexus SC 430                                    | Lexus Team Petronas TOM’S                       | Lexus SC 430                                    |                                                 |
| 2009                                            | GT300                                           | Orido Manabu Kataoka Tacuja                     | Lexus IS 350                                    | Racing Project Bandoh                           | Lexus IS 350                                    |                                                 |
| 2010                                            | GT500                                           | Kogure Takasi Loïc Duval                        | Honda HSV-010 GT                                | Weider Honda Racing                             | Honda HSV-010 GT                                |                                                 |
| 2010                                            | GT300                                           | Hosino Kazuki Janagida Maszataka                | Nissan Fairlady Z Z33                           | Hasemi Motorsport                               | Nissan Fairlady Z Z33                           |                                                 |
| 2011                                            | GT500                                           | Ronnie Quintarelli Janagida Maszataka           | Nissan GT-R                                     | MOLA                                            | Nissan GT-R                                     |                                                 |
| 2011                                            | GT300                                           | Tanigucsi Nobuteru Bamba Taku                   | BMW Z4 GT3                                      | Goodsmile Racing & Studie with TeamUKYO         | BMW Z4 GT3                                      |                                                 |
| 2012                                            | GT500                                           | Ronnie Quintarelli Janagida Maszataka           | Nissan GT-R                                     | MOLA                                            | Nissan GT-R                                     |                                                 |
| 2012                                            | GT300                                           | Mineo Kjószuke Jokomizo Naoki                   | Porsche 911 GT3-R                               | Team Taisan ENDLESS                             | Porsche 911 GT3-R                               |                                                 |
| 2013                                            | GT500                                           | Hirate Kóhei Tacsikava Júdzsi                   | Lexus SC430                                     | Lexus Team ZENT Cerumo                          | Lexus SC430                                     |                                                 |
| 2013                                            | GT300                                           | Mutó Hideki Nakajama Júki                       | Honda CR-Z                                      | Team Mugen                                      | Honda CR-Z                                      |                                                 |
| 2014                                            | GT500                                           | Macuda Cugio Ronnie Quintarelli                 | Nissan GT-R                                     | Nismo                                           | Nissan GT-R                                     |                                                 |
| 2014                                            | GT300                                           | Kataoka Tacuja Tanigucsi Nobuteru               | BMW Z4 GT3                                      | Goodsmile Racing & Team Ukyo                    | BMW Z4 GT3                                      |                                                 |
| 2015                                            | GT500                                           | Macuda Cugio Ronnie Quintarelli                 | Nissan GT-R                                     |                                                 | Nismo                                           | Nissan GT-R                                     |
| 2015                                            | GT300                                           | André Couto                                     | Nissan GT-R NISMO GT3                           |                                                 | Gainer                                          | Nissan GT-R NISMO GT3                           |
| 2016                                            | GT500                                           | Heikki Kovalainen Hirate Kóhei                  | Lexus RC F                                      |                                                 | Lexus Team SARD                                 | Lexus RC F                                      |
| 2016                                            | GT300                                           | Cucsija Takesi Macui Takamicu                   | Toyota 86 MC                                    |                                                 | VivaC team Tsuchiya                             | Toyota 86 MC                                    |
| 2017                                            | GT500                                           | Hirakava Rjó Nick Cassidy                       | Lexus LC 500                                    |                                                 | Lexus Team KeePer TOM’S                         | Lexus LC 500                                    |
| 2017                                            | GT300                                           | Kataoka Tacuja Tanigucsi Nobuteru               | Mercedes-AMG GT3                                |                                                 | Goodsmile Racing & Team Ukyo                    | Mercedes-AMG GT3                                |
| 2018                                            | GT500                                           | Jamamoto Naoki Jenson Button                    | Honda NSX                                       |                                                 | Team Kunimitsu                                  | Honda NSX                                       |
| 2018                                            | GT300                                           | Gamou Naoja Kurosava Haruki                     | Mercedes-AMG GT3                                |                                                 | K2 R&D LEON Racing                              | Mercedes-AMG GT3                                |
| 2019                                            | GT500                                           | Osima Kazuja Kenta Jamashita Kenta              | Lexus LC 500 GT500                              |                                                 | Lexus Team KeePer TOM'S                         | Lexus LC 500 GT500                              |
| 2019                                            | GT300                                           | Takagi Sinicsi Fukuzumi Nirei                   | Honda NSX GT3 Evo                               |                                                 | Autobacs Racing Team Aguri                      | Honda NSX GT3 Evo                               |
| 2020                                            | GT500                                           | Makino Tadazsuke Jamamoto Naoki                 | Honda NSX                                       |                                                 | Team Kunimitsu                                  | Honda NSX                                       |
| 2020                                            | GT300                                           | Fudzsinami Kijotó João Paulo de Oliveira        | Nissan GT-R NISMO GT3                           |                                                 | Kondo Racing                                    | Nissan GT-R NISMO GT3                           |
| 2021                                            | GT500                                           | Szekigucsi Juhi Tszuboi Szo                     | Toyota GR Supra GT500                           |                                                 | TGR Team au TOM'S                               | Toyota GR Supra GT500                           |
| 2021                                            | GT300                                           | Igucsi Takuto Jamaucsi Hideki                   | Subaru BRZ GT300                                |                                                 | R&D Sport                                       | Subaru BRZ GT300 (ZD8)                          |
| 2022                                            | GT500                                           | Hiramine Kazuki Bertrand Baguette               | Nissan Z GT500                                  |                                                 | Team Impul                                      | Nissan Z GT500                                  |
| 2022                                            | GT300                                           | Fudzsinami Kijotó João Paulo de Oliveira        | Nissan GT-R Nismo GT3                           |                                                 | Kondo Racing                                    | Nissan GT-R Nismo GT3                           |
| 2023                                            | GT500                                           | Tszuboi Szo Mijata Ritomo                       | Toyota GR Supra GT500                           |                                                 | TGR Team au TOM'S                               | Toyota GR Supra GT500                           |
| 2023                                            | GT300                                           | Josida Hiroki Kavaai Kohta                      | Toyota GR Supra GT300                           |                                                 | Saitama Toyopet GreenBrave                      | Toyota GR Supra GT300                           |